# Ewald Felber
Ewald Felber (* 24. März 1947 in Wien) ist ein österreichischer Musikpädagoge, Gitarrist und Komponist. Er lehrte von 2007 bis 2013 an der Pädagogischen Hochschule Wien Gitarre und Instrumentaldidaktik.

## Werdegang und Wirken
Felber studierte zunächst Betriebswirtschaft. Seine musikalische und pädagogische Ausbildung umfasst Studien der Musikpädagogik, Musikwissenschaft und Pädagogik. An der Pädagogischen Hochschule Wien qualifizierte er sich 1983 zum Diplompädagogen. Die Lehrbefähigung für Gitarre hatte er bereits 1976 an der Universität für Musik und darstellende Kunst Wien erhalten. An der Universität Wien promovierte er 1993 zum Dr. phil.

Felber war bereits von 1973 bis 1981 am Musikgymnasium Wien als Fachlehrer für Gitarre tätig. Er wurde am 20. Oktober 1983 und am 1. März 2000 zum Professor ernannt, am 3. August 1998 wurde ihm der Berufstitel Oberstudienrat (OStR) verliehen. Als Professor lehrte er von 1981 bis 2007 fachwissenschaftliche und fachdidaktische Studienfächer an der Pädagogischen Akademie in Wien. Zudem war er ab 1987 bis 1995 als Dozent in der Lehrerfortbildung am Pädagogischen Institut der Stadt Wien tätig. Im Rahmen des Dozentenaustausches Erasmus nahm Felber seit 1998 Lehrtätigkeiten an verschiedenen europäischen Universitäten wahr.
Bei Konzerten trägt Felber insbesondere Werke aus Zeit von der Renaissance bis zur Gegenwart vor, zudem gehören musikalische Umrahmungen bei Dichterlesungen und Vernissagen zu seinen Aktivitäten als Live-Musiker. Zu seiner künstlerischen Tätigkeit gehörten zudem bereits Fernsehauftritte und Schallplatten- bzw. CD-Aufnahmen.

Felber ist Komponist von Solo-Kompositionen für Gitarre, Liedern und des Singspiels Wien, eine Stadt in Dur und Moll; er verfasste auch verschiedene wissenschaftliche Beiträge mit dem Schwerpunkt Musikpädagogik.

Seit 2005 wird Ewald Felber im 2000 Outstanding Intellectuals of the 21st Century des International Biographical Centre geführt.

## Privates
Felber ist verheiratet und Vater eines Sohnes (* 1981).

## Auszeichnung
2003 wurde er als Preisträger für Solo-Konzertstücke des Kompositionswettbewerbes des Österreichischen Komponistenbundes ausgezeichnet.